# Голдфастські хроніки
Голдфастські хроніки — феміністична науково-фантастична книжкова серія американської письменниці Сюзі Маккі Чарнас.
Серія складається з чотирьох книг:
- Прогулянка до межі світу (1974)
- Материнські лінії (1978)
- Фурії (1994)
- Дитя завойовника (1999).

## Відгуки
Рецензентка Salon.com Поллі Шульман написала, що «Голдфастська тетралогія пропонує захоплюючий погляд на перестановки феміністичної уяви останніх років, і вона підкреслює ідеали та виклики, з якими стикаються феміністки ...».

## Нагороди
Вся серія потрапила до Зали слави Гайлактичного спектру в 2003 році. «Материнські лінії» та «Прогулянка до межі світу» виграли ретроспективу Джеймса Тіптрі-молодшого, а «Дитя завойовника» виграла нагороду в 1999 році.
«Фурії» були номіновані на літературну премію «Лямбда» 1994 року за найкращу наукову фантастику та фентезі.